# Ibrahim Babangida (voetballer)
Ibrahim Babangida (Kaduna, 1 augustus 1976 – Zaria, 9 mei 2024) was een Nigeriaans voetballer. De vleugelspeler was de broer van profvoetballers Tijjani Babangida en Haruna Babangida.

## Levensloop
Babangida was jeugdinternational voor zijn land en won in 1993 met Nigeria het Wereldkampioenschap voetbal onder 17.
Hij speelde in clubverband van 1997 tot 2002 bij FC Volendam. Hij kwam tot een totaal van 51 wedstrijden, waarin hij zevenmaal scoorde.

### Auto-ongeluk
Babangida kwam op 9 mei 2024 om het leven bij een auto-ongeluk op de snelweg van Kaduna naar Zaria. Zijn oudere broer Tijjani Babangida, die eerder voor clubs als Roda JC en Ajax uitkwam, zat met hem in de auto en raakte zwaargewond.